# Paškal Vjekoslav Cvekan
Paškal Vjekoslav Cvekan (Ferdinandovac, 25. svibnja 1913. – Virovitica, 25. studenog 1998.), hrvatski propovjednik, pisac, vjeroučitelj, povjesničar i konzervator.

## Životopis
Sin je kovača Lovre i majke Klare, rođene Pavec. Rodio se je 25. svibnja 1913. godine u Ferdinandovcu. Pet razreda pučke škole završio je u rodnom mjestu od 1920. do 1925. Tada mu umire otac i porodica ostaje bez sredstava za život. Nemaju zemlje, brat Ivan je mali, majka nema nikakvih prihoda pa Vjekoslav odlazi kod svog ujaka u Bedenik, gdje ostaje šest mjeseci kao sluga. Majka pronalazi poslove pralje. Vjekoslav se nada da će ići u gimnaziju. Vraća se u Ferdinandovac i 1926. godine cijeli mjesec lipanj sa samo 13 godina radi na ciglani kod Fabijana Karlovčana kao «pičul», što je bilo ime za osobu koja je željezne kalupe s ciglom od blata odnosila i slagala na sušenje. Zarađivao je 30 dinara dnevno i tako skupio novac za osnovnu opremu za odlazak u gimnaziju u Varaždin, koju je završio 1934. godine. Kako ta gimnazija nije imala pravo javnosti, privatno polaže ispite na II. Klasičnoj gimnaziji u Zagrebu gdje je 1936. godine položio maturu s odličnim uspjehom i istovremeno s Teološkim fakultetom sluša četiri semestra povijest, zemljopis i etnologiju na Filozofskom fakultetu u Zagrebu. Polaže 1955. godine magisterij iz teologije te licencijat s pravom predavanja na teološkim studijima.
U Franjevački red kao novak Hrvatske provincije svetih Ćirila i Metoda stupio je 1932. godine. Za svećenika je zaređen na Trsatu 7. kolovoza 1938. godine. Vojsku je služio u Nišu 1939./'40 kao bolničar.
Djelovanje o. Paškala Cvekana odvija se u nekoliko pravaca.

## Vjeroučitelj
1. 1939. – 1940 predaje vjeronauk u Gimnaziji sestara Milosrdnica u Zagrebu
2. 1941. – 1945. vjeroučitelj na Franjevačkoj klasičnoj gimnaziji u Varaždinu. 1945 gimnazija ukinuta.
3. 1954. – 1964. vjeroučitelj na Franjevačkoj gimnaziji na Kaptolu.
4. 1960. – 1964. predaje Povijest religije na Filozofskom učilištu u Samoboru
5. 1964. – 1965. predaje povijest religije i govorništvo te obavlja službu rektora na Filozofskom učilištu na Trsatu.
6. 1965. u jesen premješten u Viroviticu za kapelana i vjeroučitelja gdje živi i radi do svoje smrti.
7. 1972. – 1975. predaje na Visokoj teološkoj školi u Đakovu.

## Propovjednik
Na propovjedaonici je proveo sav svoj svećenički život. Tijekom 20 godina svoje je propovijedi pisao u cijelosti i iz tog razdoblja ima u rukopisu uvezanih 65 knjiga. Propovijedi pisane u blokovima «Lipa» prikupljene su u 32 knjige.
Od 1945. – 1954. u varaždinskom samostanu propovijeda nedjeljom i blagdanima.
Od 1954. – 1964. u franjevačkoj crkvi u Zagrebu zadužen za nedjeljne i blagdanske
propovjedi na Misi u 12 sati, omiljene među studentima i intelektualcima.
Od 1964. – 1965. redovito propovijeda u crkvi Majke Milosti na Trsatu.
Od 1965. do smrti svake nedjelje služi misu i propovijeda u virovitičkim župama
Rezovcu i Krčevini. Kao propovjednik pozivan u mnoge crkve.   
Propovijedao je u 191 crkvi. Od 1961. – 1992. izgovorio je 10.637 propovijedi. Po sadržaju: 33- devetnice, 73-trodnevnice, 40-duhovnih obnova,11- duhovnih vježbi redovnicima,18- duhovnih vježbi redovnicama, 3- misije, 17-korizmenih propovijedi, 17- mladomisničkih propovijedi, 6- srebrnih misa, 7- zlatnih misa.

## Pisac monografija
Kad je 1965. radi neslaganja oko uvjeta studiranja s upravom Provincije premješten iz Trsata s mjesta lektora i rektora studija u Viroviticu za kapelana počeo se baviti proučavanjem povijesti, znanosti i umjetnosti. Upoznaje se tada i postaje prijatelj s vrsnim znalcima iz tog područja gospođom Dr. Anđelkom Horvat, gospođom Dr. Doris Baričević, gospođom Đurđicom Cvitanović, gospodinom profesorom Ladislavom Šabanom i gospodinom profesorom Brankom Lučićem. U njima je našao učitelje i pomoćnike za svoj rad. 
Rezultat toga je 39 monografija o franjevačkim samostanima. Monografije osim opisa rada 
Franjevaca sadrže detaljan opis unutarnjeg izgleda crkava s bogatim izborom fotografija. Za neke od njih, koje su porušene ili sasvim uništene u Domovinskom ratu kao što je to primjerice crkva u Čuntiću, postaju neprocjenjivo vrijedni dokumenti.  

## Restauratorski rad
Još kao sjemeništarac za vrijeme praznika pomagao je župniku Blagi u Ferdinandovcu kod čišćenja i bojenja Raspela i kipova u župnoj crkvi .Taj ga je posao uvijek veselio. Stoga ne čudi da je nakon premještaja u Viroviticu 1965. zapazio da je samostanska crkva barokno i rokoko uređena i dobro sačuvana ali veoma neukusno prebojana 1900. godine od akademskog slikara, Slovenca Gossara. Odlučio je vratiti sve u izvorno stanje i na tome radio pune tri godine. Tako je to postao njegov najveći i najznačajniji restauratorski rad u virovitičkoj crkvi Svetog Roka. Skinuo je namaze s osam velikih oltarnih retabla i vratio ih u njihov izvorni oblik. Učinio je to mehaničkim struganjem namaza a zatim čistio od prašine, premazivao lanenim uljem i fiksirao tekućinom od tučenih bjelanjaka. Za taj svoj rad dobio je 1968. priznanje Društva konzervatora kulturnog blaga Jugoslavije. Povelja mu je osobno predana u maloj dvorani Lisinskog u Zagrebu. Tako je samostanska crkva u Virovitici postala najljepša i najizvornija barokna građevina.
A za svoj sveukupni rad dobio je Spomenicu domovinske zahvalnosti kojom ga je odlikovao predsjednik republike Hrvatske dr. Franjo Tuđman a koja mu je uručena na misnom slavlju povodom proslave dijamantnog jubileja u župnoj crkvi sv. Roka u Virovitici, 20. rujna 1998. 
Nakon 85 godina života, 65 godina redovništva, 60 godina svečeništva i 33 godine boravka u Virovitici o. Paškal Cvekan umro je u srijedu 25. studenog u općoj bolnici u Virovitici. Pokopan je 27. studenog na virovitičkom groblju u nazočnosti brojnih vjernika Virovitice kao i Ferdinandovca, svećenika i sestara redovnica, požeškog biskupa Antuna Škvorčeviča, đakovačkog biskupa u miru Ćirila Kosa i predstavnika gradskog poglavarstva Joze Erpačića.

## Djela

### Monografije
1. Župa selo Ferdinandovac,1974.
2. Tristo godina samostana i crkve u Koprivnici, 1975.
3. Virje,1976.
4. Virovitica i franjevci, 1977.
5. Subotica Subotički Franjevački samostan i crkva, 1977.
6. Od Kopačevca do Pitomače,1978.
7. Čakovec i franjevci,1978.
8. Djelovanje franjevaca u Varaždinu, 1978.
9. Franjevci u Karlovcu, 1979.
10. Franjevci u Ivaniću, 1979
11. Vukovar i franjevci, 1980.
12. Krapinski franjevci, 1980.
13. Franjevci u Abinim Našicama, 1981.
14. Kostajnica i franjevci, 1982.
15. Franjevci u Samoboru, 1982.
16. Velik, 1982.
17. Franjevci u Jaski, 1982.
18. Franjevački samostan u Klanjcu, 1983.
19. Franjevci u Požegi, 1983.
20. Franjevci u Brodu, 1984.
21. Trsatsko svetište Majke Milosti i franjevci njeni čuvari, 1985.
22. Franjevci u Baču, 1985
23. Franjevci u Iloku, 1986.
24. Bjelovar i franjevci, 1986.
25. Osječki franjevci, 1987.
26. Slavna Majka Močilska, 1988.
27. Koprivnica i franjevci, 1989.
28. Dva stoljeća župe Kneginac, 1989.
29. Kaptolski franjevci, 1990.
30. Čuntić i Hrastovica, 1990.
31. Od Gorbonoka do Kloštra Podravskog, 1990.
32. Kalinovac, 1991.
33. Đurđevac - kakav nije poznat, 1991.
34. Konoba drugačije Petrovsko, 1993.
35. Samostan Gorica – Brdovec, 1994.
36. Podravske Sesvete, selo i župa, 1994.
37. Franjevci u Remetincu, 1995.
38. Franjevci svetog Lenarta na Kotarima, 1995.
39. Ferdinandovac, 1996.

### Knjige duhovnog sadržaja
1. Da budeš, postani, 1985.
2. Istina i ljubav uvijek zajedno, 1986.
3. Svijetle staze zovu, 1987.
4. Djevičanski otac sveti Josip, 1987.
5. Raduj se zamilovana, 1989.
6. Prostori ljubavi, 1991.
7. Svjetlo u tami, 1993.
8. Čovjek s plamenom, 1994.
9. Dubine pjevaju, 1994.
10. Grad na gori, 1995.
11. Ako hoćeš?, 1995.
12. Moja jesen 1995, 1996.
13. Nadvisiti sebe, 1996.
14. Svježe ruže moga ružarija, 1996.
15. Rado bismo vidjeli Isusa, 1996.
16. Služba riječi, 1997.
17. Glas u pustinji, 1997.
18. Radosti Isusovog djevičanskog oca, 1997.
19. Riječ Božja nije okovana, 1998.

### Prijevodi
1. M. Zundel: «Ljubav sakramenat«, 1948.
2. M. Zundel: «Pjesma svetog Bogoslužja«, 1957.
3. o. Kajetan Esser, ofm, «Red svetog Franje, njegov duh i njegovo poslanje«, 1960.
4. M. Zundel: «Kronike, iz djela«, 1971.
5. M. Zundel: «U potrazi za osobom«, 1971.

### Ostalo
1. Sabrano klasje na mojoj životnoj njivi, 1993. - autobiografski prikaz života i rada.
2. «Ljubiti kao što Bog ljubi», 1993. – str. 75. – 83., prilog u knjizi « MOJA MALA KAP: Ekološka problematika Đurđevačke Podravine» .
3. «Glazba u franjevačkim samostanima Provincije S. Ladislava Kralja (1661-1899), rukopis.
4. «Directory of organists, cantors, and organ builders in the Provincia Sancti Ladislai Regis (1661-1899), Northern Croatia», Engleski prijevod napravio Zdravko Blažeković, neobjavljeno.